# Vecchio Pedro/Quando l'organo suona
Vecchio Pedro/Quando l'organo suona  è un 78 giri del gruppo musicale italiano Quartetto Vocale Cetra, pubblicato nel maggio del 1942.

## Tracce
LATO A
1. Vecchio Pedro (testo: Mario Valabrega – musica: Carlo Prato)

LATO B
1. Quando l'organo suona (testo: Nisa – musica: Cosimo Di Ceglie)

## Formazione
- Virgilio Savona - voce
- Enrico De Angelis - voce
- Tata Giacobetti - voce
- Enrico Gentile - voce

### Altri musicisti
- Orchestra della Canzone - orchestra
- Cinico Angelini - direttore d'orchestra